# Oude Molen (Brustem)
De Oude Molen (ook: Molen Schellis of Brustemmolen) was een watermolen op de Melsterbeek, gelegen aan Luikersteenweg 283 te Brustem in de Belgische gemeente Sint-Truiden.
Deze bovenslagmolen fungeerde als korenmolen.
Reeds in 1380 werd een molen op deze plaats vermeld in een schriftelijk document. Het huidige bakstenen gebouw, gekenmerkt door een laadluik, is van 1847. In 1965 was er al geen sprake meer van molenbedrijf. Het rad en het binnenwerk werden verwijderd. Wat bleef was het molenhuis, met ingemetseldeen natuursteen die het pegel aangeeft en voorzien is van het jaartal 1847.
De molen is niet beschermd.